# Nader Jahanbani
Nader Jahanbani (persiska: نادر جهانبانی, Nāder-e Jahānbānī), född 16 april 1928 i Teheran, Iran, död 13 mars 1979 i Teheran (avrättad), var en iransk general, framstående stridspilot och vicebefälhavare för det kejserliga iranska flygvapnet (IAFF) under shahen Mohammad Reza Pahlavi. 

## Karriär
Nader Jahanbani fick sin grundutbildning som stridspilot inom Sovjetunionens flygvapen på 1940-talet. Vid hemkomsten befordrades han till löjtnant. 1951 utbildades han vid Fürstenfeldbruck Air Base i Tyskland. Han var den förste iranske piloten som flög en Republic F-84 Thunderjet. 
Han spelade en avgörande roll i det iranska flygvapnet under 1960- och 1970-talen i egenskap av vicebefälhavare för flygvapnet och bidrog till att skapa en effektiv luftkrigföring.
Han var 1958-1963 och 1969 chef för ”Den gyllene kronan” (Tāj-e Talāyi), det iranska flygvapnets flyguppvisningsskvadron, och deltog framgångsrikt i flera internationella tävlingar för avancerad flygning.

## Avrättning
I samband med den iranska revolutionen beordrade Khomeini det Islamiska revolutionsgardet att arrestera Nader Jahanbani vid flygvapnets högkvarter i Doshan Tappeh. Han fördes till Qasr-fängelset där det hölls en summarisk rättegång, ledd av Ayatollah Sadeq Khalkhali. Jahanbani förhördes också av Ahmad Khomeini, Ayatollah Khomeinis son, och anklagades för att vara utländsk spion. Han avrättades genom arkebusering den 13 mars 1979.

## Privatliv
Nader Jahanbani var son till militären Amanollah Jahanbani och Helen Kasminsky. Han gifte sig två gånger, först med Azar Etessam, och sedan med Farah Zangeneh. Han fick två barn som i dag (2021) lever i USA.
Shahnaz Pahlavi är hans svägerska och journalisten Christiane Amanpour är hans svärsysterdotter.

## Eftermäle
Nader Jahanbani betraktas som det "det iranska flygvapnets fader" tillsammans med generalerna Mohammad Khatami och Amir Hossein Rabii. Han bidrog till att modernisera flygvapnet genom avancerad utbildning och utrustning (såsom F-14 Tomcat),  vilket blev avgörande för att Iran kunde försvara sin infrastruktur under Iran–Irak-kriget på 1980-talet.